# Pleurodelinae
Pleurodelinae vormen een onderfamilie van salamanders uit de familie echte salamanders (Salamandridae). 
De groep werd voor het eerst wetenschappelijk beschreven door Johann Jakob von Tschudi in 1838. Oorspronkelijk werd de wetenschappelijke naam Tritones gebruikt.
Er zijn 99 soorten en achttien geslachten. Alle soorten komen voor in Europa, noordwestelijk Afrika, Noord-Amerika en delen van Azië.

## Indeling
Onderfamilie Pleurodelinae
- Geslacht Calotriton
- Geslacht Cynops
- Geslacht Echinotriton
- Geslacht Euproctus
- Geslacht Hypselotriton
- Geslacht Ichthyosaura
- Geslacht Laotriton
- Geslacht Liangshantriton
- Geslacht Lissotriton
- Geslacht Neurergus
- Geslacht Notophthalmus
- Geslacht Ommatotriton
- Geslacht Pachytriton
- Geslacht Paramesotriton
- Geslacht Pleurodeles
- Geslacht Taricha
- Geslacht Triturus
- Geslacht Tylototriton